# Стеблянко Василь Григорович
Василь Григорович Стеблянко (1 січня 1933, село Гарбузівка, тепер Лебединського району Сумської області — 13 лютого 2019, місто Донецьк) — український радянський діяч, шахтар, бригадир гірників очисного вибою, начальник дільниці шахти № 3-біс тресту «Торезантрацит» комбінату «Артемвугілля» Донецької області. Герой Соціалістичної Праці (29.06.1966). Депутат Верховної Ради СРСР 6—8-го скликань (у 1963—1974 роках).

## Біографія
Народився в селянській родині. Батько був головою колгоспу, загинув на фронтах Другої світової війни.
Закінчив сільську школу. З 1950 по 1952 рік навчався в Охтирському технікумі механізації і електрифікації сільського господарства Сумської області.
У 1952—1956 роках — у Радянській армії: служив авіамеханіком.
У 1956—1960 роках — робітник очисного вибою, помічник машиніста вугільного комбайна шахти № 3-біс тресту «Чистяковантрацит» комбінату «Артемвугілля» смт. Пелагіїівки Чистяковської міської ради Сталінської (Донецької) області.
Член КПРС з 1957 року.
У 1960—1969 роках — бригадир наскрізної комплексної бригади робітників очисного вибою шахти № 3-біс тресту «Чистяковантрацит» (потім — «Торезантрацит») комбінату «Артемвугілля» смт. Пелагіїівки Чистяковської (Торезької) міської ради Донецької області.
Бригада, очолювана Стеблянком, не раз виступала ініціатором соціалістичного змагання шахтарів Донецької області за високопродуктивне використання гірничої техніки. У 1960 році бригада Стеблянка виступила з ініціативою про збільшення продуктивності праці на 2 тонни на вихід до практично досягнутої. У червні 1962 року бригада досягнула рекордної продуктивності комбайна ДУ-1 — 26206 тонн вугілля на місяць, виступивши із закликом: «кожному вугільному комбайну — паспорт найвищої продуктивності». Перейшовши на багатоциклічний графік організації робіт в лаві, бригада давала по 32 тисячі тонн вугілля на місяць і більше.
У 1967 році без відриву від виробництва закінчив гірничий факультет Донецького політехнічного інституту.
З 1969 року — начальник дільниці шахти № 3-біс тресту «Торезантрацит». З 1972 по 1986 рік — начальник зміни, заступник головного інженера шахти № 3-біс виробничого об'єднання «Торезантрацит» міста Торез Донецької області.
Делегат XXIII з'їзду КПРС, делегат XXIII з'їзду Комуністичної партії України. Неодноразово представляв шахтарську галузь у складі радянських делегацій в Польщі, НДР, Угорщині, Югославії, Бельгії, Франції.
Потім — на пенсії в місті Донецьку.

## Нагороди
- Герой Соціалістичної Праці (29.06.1966)
- орден Леніна (29.06.1966)
- орден Жовтневої Революції
- орден Трудового Червоного Прапора
- дві медалі «За трудову доблесть»
- медалі
- почесний знак «Шахтарська слава» трьох ступенів
- заслужений шахтар Української РСР (27.08.1965)